# Bạc má vàng
Bạc má vàng (tên khoa học Machlolophus holsti) là một loài chim trong họ Bạc má. Nó là loài đặc hữu để trung bộ Đài Loan. Môi trường sống tự nhiên của nó là rừng núi ôn đới.
Nó có một phạm vi hạn chế và số lượng nhỏ, và dường như đang suy giảm do việc săn bắt quy mô lớn để để mua bán, vì vậy nó được phân loại là loài sắp bị đe dọa IUCN.